# Aéroport de Kumamoto
L'aéroport de Kumamoto (熊本空港, Kumamoto kūkō) est un aéroport japonais qui dessert la ville de Kumamoto. Il est situé dans la ville de Mashiki, à une vingtaine de kilomètres de la gare de Kumamoto.

## Histoire
En 1960, un autre aéroport (sous le nom d'aéroport de Kumamoto) fut ouvert sur le site d'une base aérienne de l'Armée impériale japonaise. L'unique piste était longue de 1 200 m. 
En 1971, l'aéroport actuel remplaça l'ancien. La nouvelle piste qui était longue de 2 500 mètres fut allongée de 500 mètres en 1980.

## Situation

### Carte des 50 principaux aéroports du Japon
| Akita Amami Aomori Asahikawa Chūbu Fukuoka Fukushima Hakodate Hanamaki Hiroshima Ibaraki Ishigaki Izumo Kagoshima Kansai Kitakyushu Kobe Kōchi Komatsu Kumamoto Kumejima Kushiro Iwakuni Matsuyama Memanbetsu Miho-Yonago Misawa Miyako Miyazaki Nagasaki Nagoya Naha Tokyo · Narita Niigata Ōita Okayama Osaka Saga Sendai Shin-Chitose Shizuoka Shonai Takamatsu Tokachi-Obihiro Tokushima Tokyo · Haneda Tottori Toyama Tsushima Yamaguchi Ube |

## Compagnies aériennes et destinations
| Compagnies          | Destinations                                    |
| ------------------- | ----------------------------------------------- |
| All Nippon Airways  | Nagoya-Chūbu, Okinawa-Naha, Osaka, Tokyo-Haneda |
| Amakusa Airlines    | Amakusa (en), Osaka                             |
| China Airlines      | Kaohsiung En saison : Taïwan-Taoyuan            |
| Fuji Dream Airlines | Nagoya                                          |
| HK Express          | Hong Kong                                       |
| Japan Airlines      | Osaka, Tokyo-Haneda                             |
| Jetstar Japan       | Osaka-Kansai, Tokyo-Narita                      |
| Lao Airlines        | Luang Prabang , Vientiane-Wattay                |
| Solaseed Air        | Tokyo-Haneda                                    |
| T'way Airlines      | Daegu, Séoul-Incheon                            |

Édité le 09/01/2020